# Eulepidotis stella
Eulepidotis stella är en fjärilsart som beskrevs av Bar 1875. Eulepidotis stella ingår i släktet Eulepidotis och familjen nattflyn. Inga underarter finns listade i Catalogue of Life.